# Wehrmacht (Band)
Wehrmacht ist eine US-amerikanische Thrash- und Speed-Metal-Band aus Portland, Oregon. Die Band selbst bezeichnet ihre Musik als „Beercore“.

## Bandgeschichte
Wehrmacht wurde im Jahr 1985 gegründet. Mitglieder waren der Sänger Tito Matos, die Gitarristen John Duffy und Marco Zorich, der Bassist Shann Mortimer und der Schlagzeuger Brian Lehfeldt.
Die Band, die ihre Musik selbst als Beer-Core bezeichnete (vgl. Tankard), veröffentlichte fünf Demoalben mit schnellem Party-Thrash-Metal. Nach einem Beitrag für die Kompilation Speed Metal Hell, veröffentlichte sie 1987 ihr Debütalbum Shark Attack. Das Debüt machte sie im Underground bekannt, erregte allerdings auch Aufmerksamkeit wegen ihrer extrem xenophoben und gewaltverherrlichenden Texte, der kontroverse Bandname tat ein Übriges dazu. So ruft der Text von Go Home zur Gewalt gegen Migranten auf:

“Please – I want to work
 Get out – you miserable jerk
 Go home – to your flea-bitten life
 Or I – will use my knife!”

Auf dem zweiten Album Biermächt distanzierte die Band sich mit dem Lied The Wehrmacht von jeglicher nationalsozialistischen und faschistischen Ideologie, die ihnen Kritiker nach den missverständlichen Texten des Debütalbums unterstellten. Das Lied war allerdings schon älter und stammte vom Beermacht-Demo. Die restlichen Songs bestehen aus Trink- und Partytexten. Nach dem Album benannte sich die Band in Macht um, löste sich aber kurz darauf auf. Die Mitglieder gingen zu Teilen in Cryptic Slaughter und Spazztic Blurr auf.
Die beiden Alben sind in der Vinyl-Version sehr rar und wurden erst gegen Ende der 1990er auf CD veröffentlicht.
Seit 2009 ist die Band in der ursprünglichen Besetzung wieder aktiv.
2010 erschienen die beiden Alben Shark Attack und Biermächt erneut auf dem italienischen Label Foad Record des Cripple-Bastards-Sängers Giulio. Die Alben wurden um Demo- und Livematerial erweitert. Das Lied Go Home fehlt. Stattdessen wurde das Lied Concrete Meat dem Album Shark Attack beigefügt. Ebenfalls wurde das Boxset Viva Sharko mit den beiden Alben, Demotracks und einem Liveauftritt von 1986 veröffentlicht.
2012 wurde Sänger Phillip „Tito“ Matos durch Eric Helzer ersetzt.
2013 erschien eine Live-DVD in limitierter Auflage (250 Stück).

## Diskografie
- 1985: Blow You Away (Demo)
- 1985: Rehearsal '85 (Demo)
- 1986: Beermacht (Demo)
- 1986: Death Punk  (Demo)
- 1986: Live at Pine Street Theatre (Live-Demo)
- 1987: Shark Attack
- 1989: Biermächt
- 2013: Wehrmacht Attack Los Angeles – live at the Key Club 23 February 2013 (DVD)